# ID Finance
ID Finance es una empresa de data science, credit scoring y finanzas digitales fundada en el año 2015 por Boris Batine y Alexander Dunaev. La empresa ofrece servicios financieros digitales sostenibles, responsables y accesibles.

## Tecnología
El sistema de análisis de riesgos patentado de ID Finance analiza datos con el objetivo de procesar solicitudes de préstamos en tiempo real a través de internet.

## Operaciones
La sede central de ID Finance se encuentra en la ciudad de Barcelona y da empleo a 440 personas a nivel mundial.
Entre las marcas pertenecientes a ID Finance se encuentran MoneyMan y Plazo y ofrecen sus servicios en España, Brasil y México.
Desde su fundación, en 2015, la empresa ha aumentado su volumen de facturación de forma exponencial hasta llegar en 2019 a los 81 millones de euros y con más de 3,8 millones de usuarios registrados.
En el ranking global de empresas de más rápido crecimiento en Europa se situó en la posición 18.

## Financiación
En 2019, ID Finance cerró una ampliación de capital de 5,4 millones de euros a través del Marketplace de inversión Crowdcube, convirtiéndose en la mayor operación realizada vía equity micromecenazgo en España.